# Аурализация
Аурализация (англ. Auralization) — процедура, разработанная для моделирования и имитации акустических явлений, воспроизводимых как звуковое поле в виртуализированном пространстве. Это полезно при настройке звукового ландшафта архитектурных сооружений, концертных площадок и общественных мест, а также для создания согласованной звуковой среды в виртуальных иммерсионных системах.

## История
Английский термин auralization впервые был использован в статье в журнале AES в 1991. Увеличение вычислительной мощности позволило разработать первое программное обеспечение для акустического моделирования к концу 1960-х.

## Принципы
Аурализации испытываются с помощью систем, визуализирующих виртуальные акустические модели, созданные путём сворачивания или смешивания акустических событий, записанных в безэховой камере, проецируемых в виртуальной модели акустического пространства, характеристики которой определяются посредством выборки его импульсной характеристики. Как только этот {\displaystyle h(t)} был определен, моделирование результирующего звукового поля {\displaystyle s(t)} в целевой среде получено сверткой:
{\displaystyle r(t)=h(t)*s(t)}
Результирующий звук {\displaystyle r(t)} слышен так же, как если бы он был издан в этом акустическом пространстве.

## Бинауральность
Чтобы аурализация воспринималась как реалистичная, очень важно имитировать человеческий слух с точки зрения положения и ориентации головы слушателя по отношению к источникам звука. Чтобы ИК-данные были убедительно свернуты, акустические события фиксируются с помощью фиктивной головы, где по два микрофона расположены с каждой стороны головы для записи имитации звука, поступающего в места ушей человека, или с использованием массива микрофонов с амбизонным звуком и микширования. вниз для бинауральности. Наборы данных передаточных функций, связанных с головой (HRTF), могут использоваться для упрощения процесса, поскольку монофонический ИК-сигнал может быть измерен или смоделирован, а затем аудиоконтент сворачивается с его целевым акустическим пространством. При воспроизведении опыта передаточная функция, соответствующая ориентации головы, применяется для моделирования соответствующего пространственного излучения звука.
При обработке аудиосигнала свёрточная реверберация — это процесс, используемый для цифрового моделирования реверберации физического или виртуального пространства с помощью программных профилей; часть программного обеспечения (или алгоритма), которое создает имитацию звуковой среды. Он основан на операции математической свертки и использует предварительно записанный аудиосэмпл импульсной характеристики моделируемого пространства. Чтобы применить эффект реверберации, запись импульсной характеристики сначала сохраняется в системе цифровой обработки сигналов. Затем он свертывается с входящим звуковым сигналом для обработки.